# Barrona
Barrona is een geslacht van hooiwagens uit de familie Manaosbiidae.
De wetenschappelijke naam Barrona is voor het eerst geldig gepubliceerd door C.J.Goodnight & M.L.Goodnight in 1942. 

## Soorten
Barrona is monotypisch en omvat slechts de volgende soort:
- Barrona williamsi